# Кастро, Даниэла
Даниэ́ла Ка́стро (исп. Daniela Castro; род. 17 августа 1969, Мехико) — мексиканская актриса

 и певица.

## Биография
Родилась 17 августа 1969 года в семье певца Хавьера Кастро.
Она с детства мечтала быть певицей, после того как увидела на сцене своего отца Хавьера Кастро — участника семейной группы братьев Кастро (Артуро, Гуалберто, Бенито и Хавьер). Эта группа первой из латиноамериканских групп получила признание в США. Свой певческий талант она унаследовала от родственников.
Она училась в Центре артистического обучения Телевисы. Её стали приглашать на второстепенные роли в театре. Затем начались роли второго плана в телесериалах. Российским зрителям знакома по роли Моники Мендес Давила в сериале «Моя вторая мама», где её партнёрами были Мария Сорте, Энрике Нови и Фернандо Чангеротти.
Настоящий успех пришёл к ней после роли Хулии Сантос в сериале «В плену страсти». Её партнёрами в сериале были Хуан Солер и Франсиско Гатторно.
После успеха в телесериалах она решила воплотить свою мечту и стать певицей. На съёмках сериала «Разлучённые» она исполнила песню для этого фильма. А вскоре записала диск с песнями. Первые шаги как певица она сделала в телепрограмме Кристины (7 декабря 1998 года), когда исполнила свою первую песню в прямом эфире. Её новая мечта — спеть дуэтом с отцом и посвятить песню своей матери.

### Личная жизнь
С 19 июня 1999 года Даниэла замужем за Густаво Диасом Ордасом, внуком экс-президента Мексики Густаво Диаса Ордаса. У супругов есть трое детей, две дочери и сын — Даниэла Диас Ордас Кастро (род. в начале 2000-х), Алекса Диас Ордас Кастро (род. 07.12.2004) и Густаво Диас Ордас Кастро (род. 08.01.2013).

## Сериалы
| Год       |   | Русское название            | Оригинальное название  | Роль                         |
| --------- | - | --------------------------- | ---------------------- | ---------------------------- |
| 1988—1989 | с | Новый рассвет               | Un nuevo amanecer      | Патрисия                     |
| 1989      | с | Моя вторая мама             | Mi segunda madre       | Моника Мендес Давила         |
| 1989—1990 | с | Баллада о любви             | Balada por un amor     | Симона Португаль             |
| 1990      | с | Безлунные дни               | Días sin luna          | Лорена                       |
| 1991      | с | Цепи горечи                 | Cadenas de amargura    | Сесилия Вискайно Роблес      |
| 1992      | с | Треугольник                 | Triángulo              | Сара Гранадос Рохас          |
| 1996      | с | В плену страсти             | Canaveral de pasiones  | Хулия Сантос                 |
| 1997—1998 | с | Разлучённые                 | Desencuentro           | Виктория Сан-Роман           |
| 2001      | с | Девятая заповедь            | El Noveno mandamiento  | Исабель Дуран / Ана Хименес  |
| 2007—2008 | с | Страсть                     | Pasión                 | Мария Лисабета Де Саламанка  |
| 2009      | с | Мой грех                    | Mi pecado              | Росарио Педраса де Кордоба   |
| 2009      | с | Убийственные женщины        | Mujeres asesinas       | Роса Домингес, наследница    |
| 2011—2012 | с | Счастливая семья            | Una familia con suerte | Джозефина Артеага («Пина»)   |
| 2013—2014 | с | То, что жизнь у меня украла | Lo que la vida me robó | Грасиела Гиасинти де Мендоса |

## Диски
- Junto a Ti (1998)

## Премии
- 1997 — Премия TVyNovelas как лучшая актриса года